# K-51インターナショナル
株式会社K-51インターナショナル（けいごういちインターナショナル）は、東京都港区に本拠を置くオーダーメイドスーツ・シャツなどを企画、販売する企業。

## 概要
川崎浩一により2009年9月創業、2011年2月レンタルオフィスで会社を設立した。
奇抜で過剰な装飾が特徴的なオーダースーツ・シャツを中心とする自社ブランド『K-51インターナショナル』を展開するほか、医師向けのオリジナル白衣ブランドである『ドクターズメディカルスタイル』を立ち上げる。
川崎は、政治家やアナウンサー、アイドルタレントなど延べ10,000人を超えるスタイリングを行ってきたと主張している。しかし、第三者による客観的な検証は確認されておらず、実態の把握は困難である。自社サイトによれば、東方神起ジュンスの双子の兄ジュノ、TBSのスポーツ番組「S☆1」出演者、TBSアナウンサー伊藤隆佑のスタイリングを担当した事例がある。また、韓流4人組ユニット「Jacks」の新曲のステージ衣装を手がけたほか、。その他、ドランクドラゴンのバカ売れ研究所!（TwellV）でも紹介されたが、いずれも独立した第三者報道や評価としては限定的である 。
完全予約制でマンツーマン接客のスタイルを採用し、日本で初めての「オーダースーツ×美容室」をコンセプトとする店舗を出店。年間一定額の買い物で美容室の利用を無料とする新しいビジネスモデルを確立したと述べている。なお、オーダースーツと美容室の組み合わせについては、他の類似事例もあり、同社のモデルが完全に新規性を有していたかどうかは明らかではない。ネクシィーズ代表の近藤太香巳は、「髪を切れば、髪型に合う洋服を探したくなるのも自然な感情だし、逆の場合もある。消費者にとってはすごく便利なものだ」と評価している。
中国・瀋陽のマリオットホテルで高級日本製スーツ・シャツの自社ブランドを展開しているとされる。しかし、その実態についてはネットや公式サイトにおいて確認できず、詳細については不明である。

## 事業規模と活動
厚生年金保険・健康保険の適用事業所検索システムによれば、2025年4月2日時点での被保険者数は3人であると記録されており、法人としての実態は極めて小規模であることが確認できる。
個人および法人向けのスーツ研修を行っていると発信しており、YouTubeやTikTokなどのショート動画を通じて、ファッションに関する私見や批評を発信している。過激な表現や挑発的な内容が含まれることも多く、視聴者からは否定的な反応が見られる。

## ブランド

### K-51インターナショナル
1着1着職人が丁寧に仕上げるオーダースーツ・シャツの高級ブランドを標榜。具体的な製作体制や職人の実名・工房情報などは公開されていない。

### ドクターズメディカルスタイル
清潔感と機能性を目指し開発された医家向けのオリジナル白衣ブランド。何万種類という白衣の生地から厳選された「ブライトキング」という生地を使用した「fiducial」（フィディシアル）モデル、白衣の裏地に天然高級素材キュプラを使用し滑らかな質感と、蒸れ・帯電防止を実現した「sorriso」（ソッリーソ）モデルなどがある。製品の実効性や医療現場での評価については確認できない。なお、ブランドの公式サイトは現在閲覧できない状態である 。

## 沿革
2009年
9月、川崎浩一により創業。販売委託事業としてマルイを中心に渋谷、新宿、大宮で運営。
10年、オーダースーツ・シャツを中心とした自社ブランド『K-51インターナショナル』を立ち上げる。
2011年
2月、東京都中央区銀座7丁目13番6号に所在のレンタルオフィスで会社を設立。
医師とのコラボレーションによる、オリジナルの白衣ブランド『ドクターズメディカルスタイル』を立ち上げる。
3月、海外ファッション通販サイトBUYMAにて「Vary Born」名義のショップを開設。シャツを販売開始し、同年10月には1枚の成約が確認されている。以後、同サイト上では2025年時点まで追加の販売履歴は確認されていない。
2015年
11月19日、東京都港区芝5丁目36番7号に移転。
2020年
8月、オーダースーツ購入経験のある20代～50代の男性を対象に、「新型コロナとオーダースーツ」に関する調査を実施。新型コロナウイルス感染拡大による緊急事態宣言の発令や外出自粛要請を受けて、リモートワーク（テレワーク）という働き方が急増したが、『かなり減った（38.5％）』、『少し減った（24.0％）』『変わらない（18.0％）』『全く着なくなった（18.0％）』『かなり増えた（1.0％）』『少し増えた（0.5％）』の回答を得た。しかし、重要な会議や商談などではビデオ会議やWEB商談でも8割以上が『はい（81.8％）』（着用）と回答した